# Den Hvide Facet
Den Hvide Facet er et højhus i Vejle, der blev bygget i perioden 2004-2006. 
Akitekterne bag det kantede byggeri med 57 ejerlejligheder er Arkitema og Westergaard Arkitekter. 
Med en højde på 56 meter fordelt på 17 etager er bygningen den højeste i Vejle. Den ligger i Havneparken mellem Vejle Trafikcenter og Vejle Havn.
I den oprindelige plan skulle Den Hvide Facet have haft 23 etager og en anden placering tættere på andre boliger. Men efter protester fra borgere i området endte bygningen med at blive på 17 etager..